# لاز، مونته‌نگرو
لاز (به لاتین: Laz) یک منطقهٔ مسکونی در مونته‌نگرو است که در شهرداری نیکشیچ واقع شده‌است. لاز ۱۳۵ نفر جمعیت دارد.